# Downhill (1927)
Downhill (in de Verenigde Staten uitgebracht als When Boys Leave Home) is een Britse stomme film uit 1927, geregisseerd door Alfred Hitchcock. Het verhaal is gebaseerd op het toneelstuk Down Hill. De hoofdrollen worden vertolkt door Ivor Novello, Robin Irvine en Isabel Jeans.

## Verhaal
De film draait om Roddy Berwick, een jongeman uit een rijke familie. Op zijn school is hij aanvoerder van het “Old Boys” rugbyteam. Op een dag maakt hij een loyaliteitsverdrag met zijn beste vriend, Tim Wakeley.
Roddy’s leven komt echter in een neerwaartse spiraal wanneer hij door een serveerster er vals van wordt beschuldigd haar zwanger te hebben gemaakt, uit wraak dat hij niet inging op haar liefde voor hem. Roddy weet dat Tim de echte vader van het ongeboren kind is, maar omdat Tim zijn diploma dringend nodig heeft en vanwege hun loyaliteitsverdrag, neemt Roddy de schuld toch op zich. Hij wordt geschorst en zijn vader onterft hem.
Roddy vindt werk als acteur in een theater. Hij trouwt met de hoofdactrice, Julia. Zij blijkt er echter een affaire op na te houden met een andere acteur, en dumpt Roddy zodra deze door zijn geld heen is. Roddy wordt uit wanhoop gigolo in Parijs, maar walgt ervan dat hij zo diep is gezonken en stopt er daarom weer mee.
Uiteindelijk belandt Roddy alleen en zonder geld in Marseille. Een paar schippers daar trekken zich zijn lot aan en brengen hem terug naar huis. Daar blijkt zijn vader inmiddels de waarheid te hebben ontdekt over Tim en de serveerster. Roddy kan zijn oude leven weer oppakken.

## Rolverdeling
| Acteur              | Personage             |
| ------------------- | --------------------- |
| Ivor Novello        | Roddy Berwick         |
| Robin Irvine        | Tim Wakely            |
| Isabel Jeans        | Julia                 |
| Ian Hunter          | Archie                |
| Norman McKinnel     | Sir Thomas Berwick    |
| Annette Benson      | Mabel                 |
| Sybil Rhoda         | Sybil Wakely          |
| Lilian Braithwaite  | Lady Berwick          |
| Violet Farebrother  | The Poet              |
| Ben Webster         | Dr. Dawson            |
| Hannah Jones        | The Dressmaker        |
| Jerrold Robertshaw  | Reverend Henry Wakely |
| Barbara Gott        | Madame Michet         |
| Alf Goddard         | The Swede             |
| J. Nelson – Hibbert |                       |

## Achtergrond
Het toneelstuk waarop de film is gebaseerd, was geschreven door Ivor Novello en Constance Collier onder het gezamenlijke pseudoniem David L'Estrange. Het toneelstuk werd korte tijd opgevoerd op West End.
De film toont de eerste versies van Hitchcocks kenmerkende regiestijl. Zo zijn de scènes zodanig opgezet dat het verhaal met een minimaal aantal intertitels kan worden verteld. Hitchcock gaf er de voorkeur aan het verhaal zo veel mogelijk door de beelden te laten vertellen. Hitchcock experimenteerde in de film ook met droomscènes, waarin het beeld wat waziger wordt.
In de originele versie van de film, was de scène waarin Roddy per schip huiswaarts keert groengetint om zijn mentale marteling weer te geven.